# Kiili (obec)
Obec Kiili (estonsky Kiili vald) je samosprávná obec náležející do estonského kraje Harjumaa.

## Poloha
Obec Kiili se rozkládá na ploše větší než 100 km² bezprostředně jižně od Tallinnu.

## Osídlení
V obci Kiili žijí přibližně pět a půl tisíce obyvatel. Více než tisíc jich obývá městys Kiili, který je též sídlem obecní samosprávy. Kromě samotného Kiili k obci patří ještě dvě městečka (Kangru, Luige) a třináct okolních vesnic (Arusta, Kurevere, Lähtse, Metsanurga, Mõisaküla, Nabala, Paekna, Piissoo, Sausti, Sookaera, Sõgula, Sõmeru a Vaela), z nichž největší Luige má přes 800 obyvatel.